# Ha-Tnu'a le-ma'an echut ha-šilton be-Jisra'el

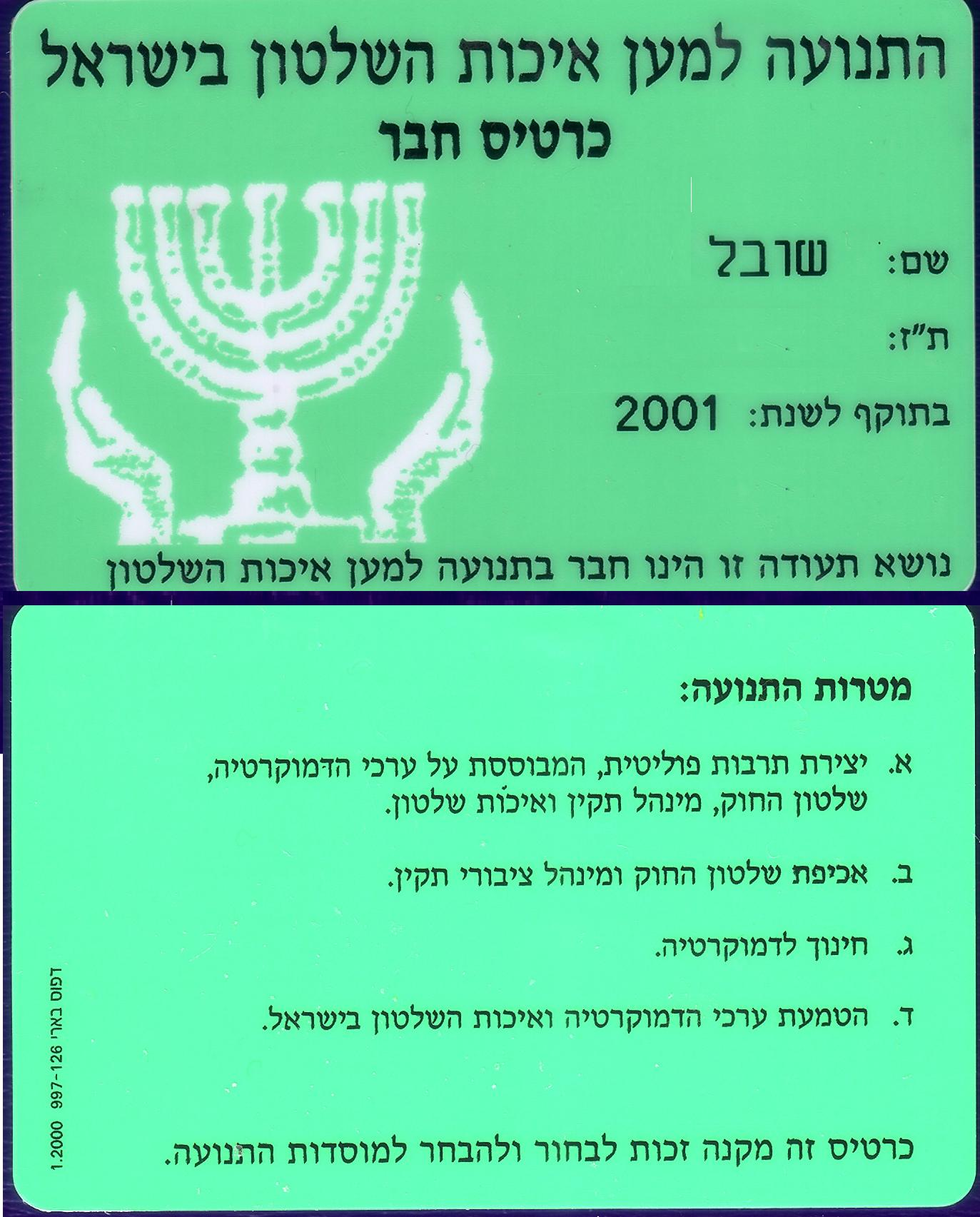
Členský průkaz Hnutí

Ha-Tnu'a le-ma'an echut ha-šilton be-Jisra'el (hebrejsky התנועה למען איכות השלטון בישראל‎, doslova Hnutí za kvalitní vládu v Izraeli) je nezisková organizace založená za účelem podpory kvalitnější vlády v Izraeli. V průběhu let se stalo významnou neziskovou organizací v Izraeli.

## Pozadí
Hnutí vzniklo jako protestní hnutí v březnu 1990 po koaliční krizi v Knesetu, kdy hrstka hladovkářů, demonstrantů a obyčejných občanů požadovala změnu. V roce 2017 mělo hnutí přibližně 35 000 registrovaných členů. Stránku hnutí na Facebooku sleduje více než 200 000 lidí.
Hnutí je politicky nezávislé a existuje neziskově. Funguje díky soukromým darům, které tvoří asi dvě třetiny všech darů (některé z nich od anonymních dárců), a členským příspěvkům (které tvoří asi třetinu všech darů).